# اليسار اللبناني
اليسار اللبناني عبارة عن ائتلاف الأحزاب والقوى اليسارية اللبنانية التي بدأت تتبلور هويّتها رسميًّا بعد استقلال لبنان عام 1943 وانتشار الأفكار الشيوعية والاشتراكية وبعدها القومية العربية كالناصرية والبعثية والصراع العربي الإسرائيلي. دعم اليسار القضية الفلسطينية وجعلها القضية المركزية، بالإضافة إلى انه ربطته علاقات مميّزة بالاتحاد السوفيتي، الجمهورية العربية المتحدة، والدول الاشتراكية وحركة عدم الانحياز.

## من أهم ما تدعو إليه اليوم
- إلغاء الطائفية السياسية
- تطبيق النسبية في الانتخابات النيابية والبلدية والاختيارية
- تخفبض سن الاقتراع إلى 18 سنة
- تخفيض الضرائب عن كاهل الشعب اللبناني
- زيادة الحد الأدنى للأجور الذي يساوي 550 ألف ل.ل أي ما يقارب 370$
- تخفيض المديونية العامة التي تقارب 70 مليار دولار أميركي.
- الحد من الخصخصة في موارد ومؤسسات الدولة

في المواضيع الدولية:
- دعم المقاومة اللبنانية والفلسطينية ضد إسرائيل.
- رفض الاحتلال الأميركي للعراق.
- رفض اتفاقية أوسلو ومعاهدات السلام الأردنية والمصرية مع إسرائيل.
- رفض مبادرة السلام العربية مع إسرائيل المقرة في القمة العربية في بيروت عام 2002
- رفض حصار غزة من قبل مصر وإسرائيل وتهويد القدس

## الحركة الوطنية اللبنانية
كانت البداية الفعلية لليسار في لبنان مع تأسيس الحركة الوطنية اللبنانية سنة 1969. ضمّت الحركة الوطنية أحزاب وحركات قومية ويسارية على أساس برنامج مشترك ينادي بإحداث إصلاحات سياسية واقتصادية، إضافة إلى الإعلان الواضح لعروبة لبنان.
ضمت الحركة التي كان يرأسها كمال جنبلاط عدد من الأحزاب وهي:
- الحزب التقدمي الاشتراكي.
- الحزب الشيوعي اللبناني.
- منظمة العمل الشيوعي في لبنان.
- حزب البعث (التنظيم الموالي لسوريا).
- حزب البعث (التنظيم الموالي للعراق).
- التنظيم الشعبي الناصري.
- حركة الناصريين المستقلين - المرابطون
- الحزب السوري القومي الاجتماعي. (انضم لاحقًا)
- حركة أمل.(انفصلت لاحقًا)
- إضافة لتنظيمات ناصرية صغرى.

تحالفت الحركة مع بداية الحرب مع منظمة التحرير الفلسطينية في مواجهة الجبهة اللبنانية اليمينية ذات الأغلبية المسيحية، وحققت الحركة نجاحات عسكرية في بداية الحرب جعلها تسيطر على حوالي 80% من الأراضي اللبنانية، لكن سرعان ما دبت انقسامات بين أعضاءها على خلفية الخلاف مع سوريا. تلقت الحركة عدة ضربات موجعة مع التدخل العسكري السوري في يونيو 1976 واغتيال كمال جنبلاط في 16 مارس 1977.فقدت الحركة الكثير من دورها، وما لبثت أن حلت فعلياً مع الاجتياح الإسرائيلي عام 1982 وحلّت مكانها جبهة المقاومة الوطنية اللبنانية.

## جبهة المقاومة الوطنية اللبنانية (جمّول)
هي عبارة عن هيكل تنظيمي ينظّم عملية المقاومة المسلّحة للاحتلال الإسرائيلي. جاء تأسيسها كردّة فعل على الاجتياح الإسرائيلي ل بيروت عام 1982. في 16 ايلول، دعا الامين العام للحزب الشيوعي اللبناني جورج حاوي والامين العام لمنظمة العمل الشيوعي في لبنان محسن إبراهيم الشعب البناني والبيروتي خصوصًا للدفاع عن عاصمتهم بكل الاساليب الممكنة.
عادت هذه الجبهة إلى ضم احزاب الحركة الوطنية وفصائلها العسكرية وإن بنسب متفاوتة أهمها كان الحزب الشيوعي اللبناني، التنظيم الشعبي الناصري، منظمة العمل الشيوعي في لبنان، والحزب السوري القومي الاجتماعي. واستمرّ النشاط العسكري للجبهة منذ 1982 لل 1990.
- عدد العمليات التي جرى تنفيذها: 1113 عملية عسكرية.
- عدد العمليات ضد العدو الإسرائيلي: 907 عملية عسكرية.
- عدد العمليات ضد العملاء: 206 عملية عسكرية.
- خسائر العدو حسب اعترافاته: حوالي 390 قتيل، 160 جريح، و 24 آلية.
- خسائرالعملاء من العام 1987 حتى العام 1990 حسب اعترافات العدو:20قتيل و73جريح و 12الية
- عدد شهداء الجبهة 184

ظلّت الجبهة مقاومتها للعدو الإسرائيلي وعملائه على الأراضي اللبنانية حتى دخول الجيش السوري الذي قوّد تحرّكات المقاتلين بين عدة مناطق لبنانية ومنعهم من الوصول إلى مناطق الاحتكاك. وانتهى دور الجبهة فعليًا مع انتهاء الحرب اللبنانية عام 1991 ودخول اتفاق الطائف حيّز التنقيذ وتسلّم الجيش العربي السوري السلطة العسكرية الفعلية.

## واقع اليسار اليوم
و يعيش اليسار اللبناني حالة من الغيبوبة منذ سنة 1991 بعيد انهيار الاتحاد السوفيتي وحلف وارسو، ومن ثم سقوط جدار برلين وانتهاء الحرب اللبنانية.
و منذ ذلك الوقت التهى اللبنانيون بلقمة العيش الصعبة وذابوا في طوائفهم. بالإضافة إلى ابعاد قيادات اليسار قسرًا عن الواجهة السياسية.
و أدت هذة العوامل إلى انقسامات عديدة في الأحزاب اليسارية. فمنها انتهى كمنظمة العمل الشيوعي في لبنان ومنها برز كحركة اليسار الديمقراطي بقيادة الياس عطا الله (قائد عمليات جبهة المقاومة الوطنية اللبنانية) حركة الشعب (نجاح واكيم) وغيرها... وتنضم معظم الأحزاب اليسارية إلى ائتلاف 8 آذار الموالي لسوريا وإيران بقيادة حزب الله، بالإضافة إلى اليسار الديمقراطي المنضم لائتلاف 14 آذار بقيادة تيار المستقبل. ويغرّد الحزب الشيوعي اللبناني اليوم وحيدًا خارج الانشطار الذي ساد منذ ال 2005 وخاض انتخابات ربيع ال 2009 بخمس مرشحين خارج لوائح 8 و 14 آذار.
| الحزب                                | الرئيس         | الوجهة      | الايديولوجية                             | الائتلاف                             | المثيل السياسي   | ملاحظات                                                                                       |
| ------------------------------------ | -------------- | ----------- | ---------------------------------------- | ------------------------------------ | ---------------- | --------------------------------------------------------------------------------------------- |
| الحزب الشيوعي اللبناني               | خالد حدادة     | يسار        | شيوعية ماركسية - لينينية                 | مستقل                                | غير ممثّل         | تربطه علاقات مع حزب الله                                                                      |
| الحزب التقدمي الاشتراكي              | وليد جنبلاط    | يسار وسط    | الاشتراكية الديمقراطية                   | وسطي                                 | نواب:6. وزراء: 3 | انضم إلى تحالف سوريا-المقاومة. تحول إلى حزب درزي بعد اغتيال مؤسسه كمال جنبلاط                 |
| منظمة العمل الشيوعي في لبنان         | محسن إبراهيم   | أقصى اليسار | شيوعية ماركسية - لينينية                 | غير موجود في الساحة السياسية حاليًا   | غير ممثّل         | حُلّ ولم يعد موجود                                                                              |
| حركة الشعب                           | نجاح واكيم     | يسار        | القومية العربية (الناصرية)- الاشتراكية   | تحالف الأحزاب الوطنية/تحالف 8 آذار   | غير ممثّل         | ترك واكيم اتحاد قوى الشعب العامل بعد غيابه عن الساحة وأسس حركة الشعب                          |
| التنظيم الشعبي الناصري               | أسامة سعد      | يسار الوسط  | الناصرية والقومية العربية                | تحالف الأحزاب الوطنية/8 آذار         | غير ممثّل         | يعد ألد خصوم تيار المستقبل في صيدا                                                            |
| حركة الناصريين المستقلين - المرابطون | إبراهيم قليلات | يسار الوسط  | الناصرية والقومية العربية                | 8 آذار                               | غير ممثل         | أعيد تنظيمه بعد خروج اللواء مصطفى حمدان من السجن بدعم مالي من حزب الله                        |
| حزب البعث العربي الاشتراكي اللبناني  | فايز شكر       | يسار وسط    | الاشتراكية الديمقراطية، والقومية العربية | كتلة الأحزاب الوطنية والقومية-8 آذار | نواب:2           | شهد انشقاق كبير بعد الخلاف بين العراق وسوريا. وانتهى هذا الانشقاق بعد دخول الجيش السوري لبنان |
| حركة اليسار الديمقراطي               | الياس عطاالله  | يسار وسط    | اشتراكي ديمقراطي                         | تحالف 14 آذار                        | نواب 1           | أكبر انشقاق شهده الحزب الشيوعي على يد إلياس عطا الله ونديم عبد الصمد                          |
| الحزب الديمقراطي الشعبي اللبناني     | نزيه حمزة      | أقصى اليسار | شيوعية ماركسية - لينينية                 | مستقل                                | غير ممثّل         | هو انشقاق عن حزب العمل الاشتراكي العربي المنحلّ بقيادة نزيه حمزة                               |
| اتحاد قوى الشعب العامل               | كمال شاتيلا    | يسار وسط    | الناصرية والقومية العربية                | تحالف الأحزاب الوطنية/تحالف 8 آذار   | غير ممثّل         | يتعرض الحزب لعملية تغيير في عقيدته الرئيسية واخضاعها لمنهج إسلامي                             |
| حزب الشعب الديمقراطي اللبناني        | عطا الله الحاج | أقصى اليسار | شيوعية ماركسية - لينينية الزوتشية        | مستقل                                | غير ممثّل         | تأسس في صيف العام 2009 وما زال في مرحلته التأسيسية                                            |
| مواطنون ومواطنات في دولة             | شربل نحاس      | يسار        | اشتراكية                                 | مستقل                                | غير ممثل         | تأسس في ٢٠١٦                                                                                  |

## منظمات شبابية يسارية
اتحاد الشباب الديمقراطي اللبناني هو منظمة شبابية علمانية الهوية، ديمقراطية الممارسة، يسارية التوجه، تناضل ضد الطائفية مع الشباب ومن أجله لتأمين حقوقهم ولرفع مستوى وعيهم واشراكهم في الحياة العامة بهدف إصلاح الواقع السياسي والاقتصادي والاجتماعي في لبنان.
و هو عضو في اتحاد الشباب الديمقراطي العالمي الـ «اتحاد الشباب الديمقراطي العالمي». وشغل اللبنانيون منصب رئاسة ال «اتحاد الشباب الديمقراطي العالمي» من عام 1982 حتى 1990. ويحتل اليوم مركز نائب رئيس الاتحاد لأربع سنوات.